# Julien Caffaro
Pour les articles homonymes, voir Caffaro.
Ne doit pas être confondu avec Julien Cafaro.
Julien Caffaro, né le 29 octobre 1993 dans le 14e arrondissement de Paris, est un karatéka français membre de l'Equipe de France. 

## Carrière
À Lisbonne, il est médaillé de bronze aux championnats d'Europe espoirs en 2014.
En 2015 lors d'un entraînement sélectif pour les championnats du monde à Brême en Allemagne, il est victime d'une rupture du ligament croisé et du ligament externe du genou droit. 
En 2017, il termine sur la troisième marche du podium à l'Open International de Paris. C'est le seul Français à réaliser des performances dans cette compétition ce jour-là. 
Aux Championnats d'Europe de karaté 2017, il est médaillé d'argent en kumite par équipes.
Il est sacré champion de France en 2019 à Marseille.